# Nikola Gulan
Nikola Gulan (em cirílico sérvio, Никола Гулан; Belgrado, 23 de março de 1989) é um futebolista sérvio, zagueiro, que milita atualmente no Modena emprestado da Fiorentina.

## Carreira
Gulan fez parte do elenco da Seleção Sérvia de Futebol, em Pequim 2008.